# 2397 Лапаярві
2397 Лапаярві (2397 Lappajarvi) — астероїд головного поясу, відкритий 22 лютого 1938 року.
Тіссеранів параметр щодо Юпітера — 3,178.